# Idaea eupitheciata
Idaea eupitheciata là một loài bướm đêm trong họ Geometridae.